# The Roundup: No Way Out
The Roundup: No Way Out (범죄도시 3?, Beomjoedosi 3LR; lett. "La città del crimine 3") è un film d'azione sudcoreano del 2023 diretto da Lee Sang-yong, interpretato da Ma Dong-seok, Lee Joon-hyuk e Munetaka Aoki. Sequel di The Roundup, è basato su un caso reale di contrabbando di metanfetamina avvenuto nel 2017-2018 in Corea del Sud, che venne scoperto grazie alla collaborazione tra Corea del Sud, Giappone e Taiwan.

## Produzione
Nel maggio 2022, è stato riferito che Lee Joon-hyuk avrebbe interpretato il nuovo antagonista nel terzo capitolo della serie The Roundup. In un'intervista del giugno seguente, il regista Lee Sang-yong ha rivelato che stava tenendo delle audizioni per il cast. Le riprese sono durate dal 20 luglio al 15 novembre 2022.

## Distribuzione
The Roundup: No Way Out è stato distribuito il 31 maggio 2023 in Corea del Sud. In lingua italiana è stato trasmesso in prima visione su Rai 4 il 12 maggio 2025.

## Riconoscimenti
- Buil Film Award[12]
  - 2023 – Candidatura Miglior attore di supporto a Ko Kyu-pil
- Grand Bell Award[13]
  - 2023 – Candidatura Miglior attore di supporto a Ko Kyu-pil
- Blue Dragon Film Award[14]
  - 2023 – Candidatura Miglior attore di supporto a Lee Joon-hyuk

## Sequel
The Roundup: No Way Out è il terzo capitolo della serie The Roundup dopo The Outlaws del 2017 e The Roundup del 2022. Ha avuto un sequel, The Roundup: Punishment (2024).